# Komenda Rejonu Uzupełnień Jasło

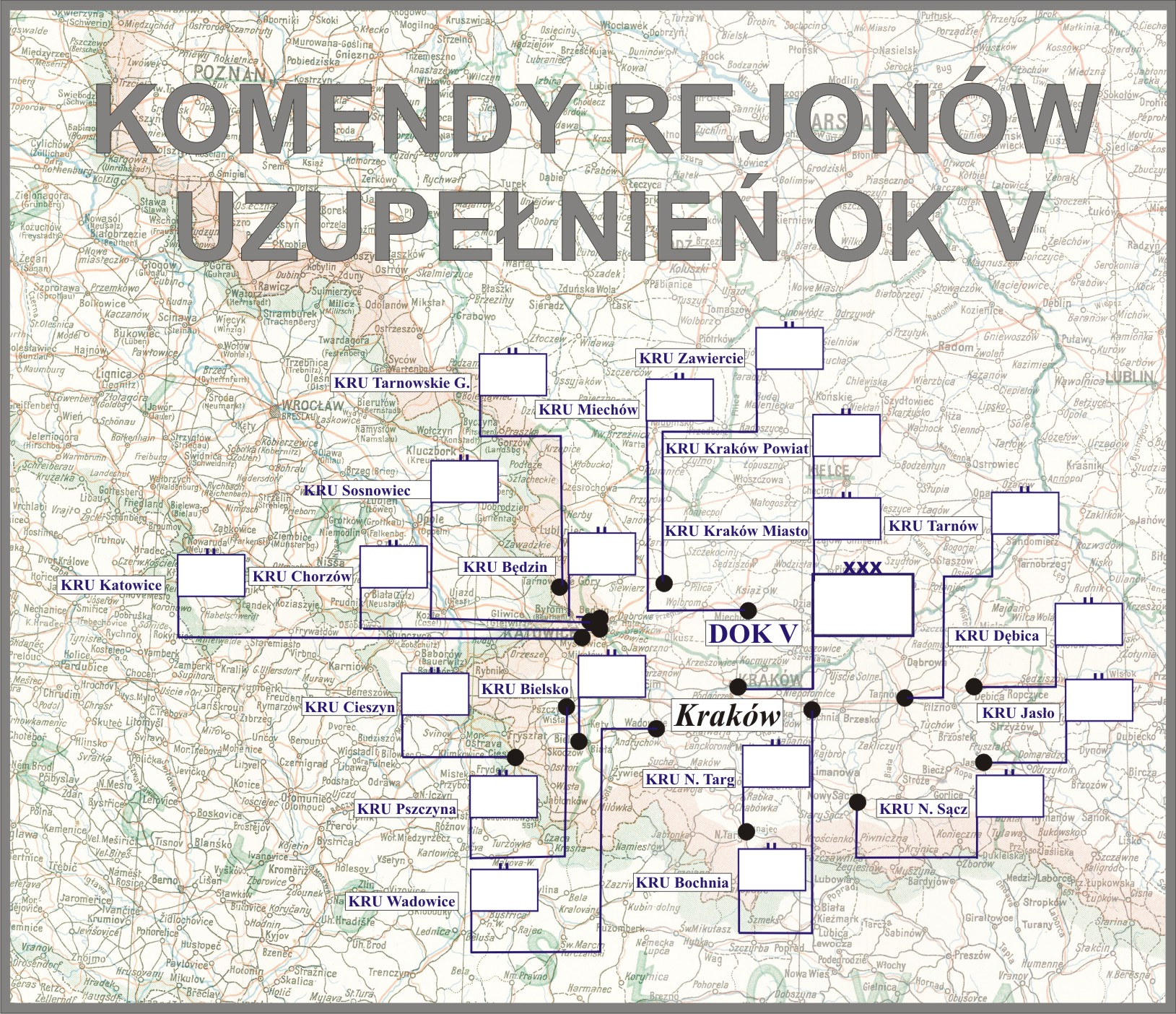
Komendy rejonów uzupełnień OK V

Komenda Rejonu Uzupełnień Jasło (KRU Jasło) – organ wojskowy właściwy w sprawach uzupełnień Sił Zbrojnych II Rzeczypospolitej i administracji rezerw w powierzonym mu rejonie.

## Historia komendy
Z dniem 1 października 1927 roku na obszarze Okręgu Korpusu Nr V została utworzona Powiatowa Komenda Uzupełnień Jasło obejmująca swoją właściwością powiaty: jasielski i gorlicki. Jednocześnie dotychczasowa PKU Jasło w Sanoku funkcjonująca na terenie Okręgu Korpusu Nr X została przemianowana na PKU Sanok. Powiat gorlicki został wyłączony z PKU Nowy Sącz, natomiast powiat jasielski z PKU Jasło w Sanoku. Obsada komendy została wyznaczona w lipcu tego roku.
W marcu 1930 roku PKU Jasło była nadal podporządkowana Dowództwu Okręgu Korpusu Nr V w Krakowie i administrowała powiatami: jasielskim i gorlickim. W grudniu tego roku komenda posiadała skład osobowy typ IV.
1 lipca 1938 roku weszła w życie nowa organizacja służby uzupełnień, zgodnie z którą dotychczasowa PKU Jasło została przemianowana na Komendę Rejonu Uzupełnień Jasło przy czym nazwa ta zaczęła obowiązywać 1 września 1938 roku, z chwilą wejścia w życie ustawy z dnia 9 kwietnia 1938 roku o powszechnym obowiązku wojskowym. Obok wspomnianej ustawy i rozporządzeń wykonawczych do niej, działalność KRU Jasło normowały przepisy służbowe MSWojsk. D.D.O. L. 500/Org. Tjn. Organizacja służby uzupełnień na stopie pokojowej z 13 czerwca 1938 roku. Zgodnie z tymi przepisami komenda rejonu uzupełnień była organem wykonawczym służby uzupełnień .
Komendant Rejonu Uzupełnień w sprawach dotyczących uzupełnień Sił Zbrojnych i administracji rezerw podlegał bezpośrednio dowódcy Okręgu Korpusu Nr V, który był okręgowym organem kierowniczym służby uzupełnień. Rejon uzupełnień nie uległ zmianie i nadal obejmował powiaty: jasielski i gorlicki.

## Obsada personalna
Poniżej przedstawiono wykaz oficerów zajmujących stanowisko komendanta Powiatowej Komendy Uzupełnień i komendanta rejonu uzupełnień oraz wykaz osób funkcyjnych pełniących służbę w PKU i KRU Jasło, z uwzględnieniem najważniejszej zmiany organizacyjnej przeprowadzonej w 1938 roku.
Komendanci
- mjr san. / lek. Dionizy Hermanowski (VII 1927[9] – VIII 1929 → dyspozycja dowódcy OK V[10][11])
- mjr łącz. Józef Rębski (XII 1929[12] – III 1934 → dyspozycja dowódcy OK V[13])
- mjr piech. mgr Józef Bryk (VI 1934[14] – 1939[15])

Obsada pozostałych stanowisk funkcyjnych PKU w latach 1927–1938
- kierownik I referatu administracji rezerw i zastępca komendanta
  - kpt. żand. / piech. Jan Kazimierz Ozaist (VII 1927[9][20] – IX 1930[21] → kierownik I referatu PKU Prużana)
  - kpt. piech. Władysław Pasierb (IX 1930[22] – VI 1938 → kierownik I referatu KRU)
- kierownik II referatu poborowego
  - kpt. piech. Władysław Pasierb (XI 1927[23] – IX 1930 → kierownik I referatu)
  - kpt. piech. Antoni Krasiński (IX 1930[24] – 31 VIII 1935[25] → stan spoczynku)
- referent – por. kanc. Ignacy Reszczyński (VII 1927[26] – IX 1930 → dyspozycja dowódcy OK V[27])

Obsada pozostałych stanowisk funkcyjnych KRU w latach 1938–1939
- kierownik I referatu ewidencji – kpt. adm. (piech.) Władysław Pasierb[b] (VI 1938 – IX 1939)
- kierownik II referatu uzupełnień – kpt. adm. (piech.) Adolf Pasterczyk